# آلبرت ویگینس
آلبرت ویگینس (به انگلیسی: Albert Marcus Wiggins, Jr.) (زادهٔ ۲۷ مهٔ ۱۹۳۵ - درگذشته ۱ ژوئن ۲۰۱۱) شناگر اهل کشور ایالات متحده آمریکا بود.